# يان ولز
يان ولز (بالإنجليزية: Ian Wells)‏ (27 أكتوبر 1964 بولفرهامبتن في المملكة المتحدة - 19 يناير 2013) هو لاعب كرة قدم بريطاني في مركز الهجوم. لعب مع نادي هيرفورد وHarrisons F.C. ‏ وWednesfield F.C. ‏.

## وصلات خارجية
- يان ولز على موقع قاعدة بيانات كرة القدم.إي يو (الإنجليزية)